# Magdalena Blom

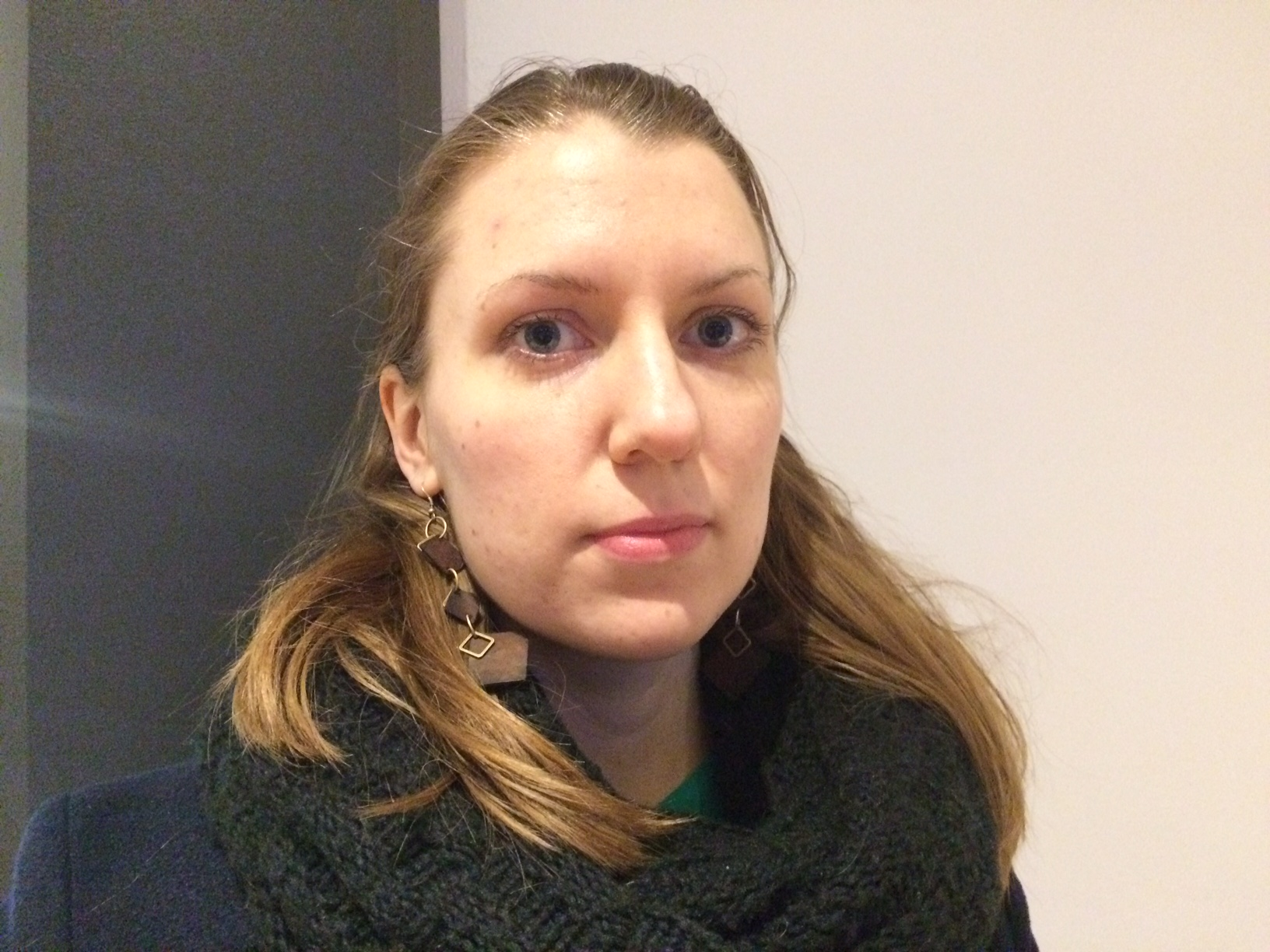
Magdalena Blom i mars 2018.

Magdalena Blom, född 14 januari 1987 i Stockholm, är en konstnär och gallerist baserad i Järna, Södertälje och Midsommarkransen i södra Stockholm.

## Biografi
Magdalena Bloms mor var konstnär Gudrun Carlsson. År 2010 studerade hon konsthistoria och film post-produktion vid Södertörns högskola. År 2011 studerande hon på Idun Lovéns konstskola i Stockholm och 2009 design på Nyckelviksskolan på Lidingö. År 2014 tog hon kandidatexamen i Fri Konst vid National College of Art and Design i Dublin, Irland.
Sedan 2006 har hon ställt ut regelbundet, både i Sverige och internationellt (Irland, England, Island och Spanien). Hon har bland annat ställt ut på Sarah Walker Gallery i Cork, och The Lab i Dublin, Irland, Bildgalleriet i Järna, Södertälje, och på Haninge Kulturhus.  
År 2011 var hon assistent för den irländska konstnären John Byrnes performance Good Works, IMMA (Irish Museum of Modern Art) Dublin, Irland. Åren 2012-2013 arbetade hon som "freelance post production film editor". Sedan 2012 har hon freelancat som grafik- och webbdesigner. Åren 2015–2018 var hon konstguide på Artipelag. Hon är styrelseledamot och webbdesigner vid Järna Konstnärsförening sedan 2017. 
Sedan juni 2017 driver Magdalena Blom Galleri Majkens, ett feministiskt konstgalleri i Midsommarkransen. År 2017 samarbetade galleriet med Gudrun Schyman och Födelsevrålet, som tillsammans invigde grupputställningen "Mothers - The Personal is Political". 
Magdalena Bloms praktik som konstnär och kurator tar ofta upp ämnen som människan och naturen, kvinnlighet, feminism och föräldraskap. Dessa koncept styr till stor del vilket medium hon arbetar i, eller vilka konstnärer hon samarbetar med. Bland annat kolteckning med kollageteknik, hår- och textilapplikationer på trä, eller kortfilmsproduktion.
Det som är genomgående i både process och färdiga verk är intresset för själva berättandet. Detta förkroppsligas på ett humoristiskt och personligt sätt i Magdalena Bloms kortfilmer, vilka har visats på diverse filmfestivaler, såsom filmfestivalen Brood Film Fest i Exeter i Storbrtannien med verket "Ett Barn/A Child" (2015-2016), där den gravida kroppen och ett bullbak stod i fokus, eLler kortfilmen "Wavespotting" (2014) på Artexpo i Zaragoza i Spanien. 
Hon är "featured artist" vid Digital Institute for Early Parenthood (UK) och medlem och styrelseledamot av Järna Konstnärsförening.  

## Utställningar[1]
- Mothers - The Personal is Political, 2017  Galleri Majkens, Stockholm
- Järna Konstrunda Öppna ateljéer, 2017 Samlingsutställning, Bildgalleriet, Södertälje
- Vårljus, 2017, Järna KonstnärsFörening, Bildgalleriet, Södertälje
- Brood Film Fest, 2016 (film screening) Exeter, England
- Järna Kulturnatt, 2015, Södertälje
- I Periferin, 2015, Slakthusateljéerna, Stockholm
- Bubble Wrap, 2014, Sarah Walker Gallery, Cork, Irland
- See the Future, 2014, BFA degree show, NCAD, Dublin, Irland.
- The Bird and The Fish, 2014, Basecamp Show Room, Dublin, Irland
- Borderland, hidden identities and forbidden desires, 2014 (film festival) Artexpo/ Zaragoza, Spanien
- Meet me in Iceland, 2013, (solo film screening), Listhús Artspace, Olafsfjördur, Island
- Square Foot, Project space, 2013, NCAD, Dublin, Ireland.
- From Context to Exhibition, 2013, Create Ireland Learning Development Programme, The Lab, Dublin, Irland
- No Signal, 2013, D-light Studios, Dublin, Ireland
- Four Floors Above, 2013, North Great George Street no. 13, Dublin, Irland
- Falcon, 2012, Kiln room, NCAD, Dublin, Ireland
- Student Show, 2011/10, Idun Lovén School of Art, Stockholm
- Konstbussen, 2010, in collaboration with Parkteatern, Stockholm
- Student Show, 2009, Nyckelviksskolan-School of Art, Craft and Design, Stockholm
- Haningesalongen, 2009, Haninge kulturhus, Haninge
- Haningesalongen, 2007, Haninge kulturhus, Haninge
- Haningesalongen, 2006, Haninge kulturhus, Haninge

### Kurator
- Mothers - The Personal is Political, 2017, Galleri Majkens, Stockholm.
- Rhizomer, Erik Rosman, 2017, Galleri Majkens, Stockholm.
- Blåeld - Soffia Sigurdardottir, 2017, Galleri Majkens, Stockholm.
- This Room, 2017, Galleri Majkens, Stockholm.
- I Periferin, 2015, Slakthusateljéerna, Stockholm.